# Ференц Ліст
Ференц (Франц) Ліст (угор. Liszt Ferenc, нім. Franz Liszt; 22 жовтня 1811, Добор'ян (Райдинг), Австрійська імперія — 31 липня 1886, Байройт, Німеччина) — угорський композитор, піаніст, педагог, диригент, публіцист, представник музичного романтизму, засновник угорської композиторської школи.
Ференц Ліст — перший піаніст, який виступав із сольними концертами, завдяки чому заслужив визнання професіоналів і публіки. Попри те, що немає жодного звукозапису гри Ліста, його визнано одним із найвпливовіших піаністів своєї епохи. Також був знаний через свою благодійність: допомагав жертвам стихійних лих, сиротам, навчав безкоштовно талановитих студентів, сприяв фонду пам'яті Бетховена, пожертвував значні кошти на відкриття консерваторії в Будапешті.
Багато з його фортепіанних творів увійшли до «традиційного репертуару» — зокрема «Угорські рапсодії», «Соната сі мінор» та два фортепіанні концерти. Зробив численні фортепіанні транскрипції популярних сцен із опер, симфоній, каприсів Нікколо Паганіні, пісень Франца Шуберта; його окремі фортепіанні твори вважаються найвидатнішими прикладами фортепіанної майстерності. Був автором хорової, вокальної та симфонічної музики, а органні твори Ліста посіли чільне місце у репертуарі органістів.

## Біографія
Ференц Ліст народився в селищі Добор'ян (австрійська назва Райдінґ) біля міста Шопрон, Угорщина.

### Батьки
Батько Франца Ліста, Адам Ліст (1776–1826) служив у князя Естергазі «доглядачем поголів'я овець». Це була почесна і відповідальна посада, позаяк вівці становили головне багатство родини Естергазі. Князі підтримували мистецтво. До 14-ти років Адам грав на віолончелі в оркестрі князя, яким керував Йозеф Гайдн. Після завершення навчання в католицькій гімназії в Пресбурзі (нині Братислава) Адам Ліст став послушником Францисканського ордену, але через два роки вирішив з нього піти. Він на все життя зберіг дружбу з одним із францисканців, що, як припускають деякі дослідники, надихнуло його назвати сина іменем патрона ордену — Францом, а сам Ліст, також підтримуючи зв'язки з францисканцями, у пізні роки життя вступив до ордену. Адам Ліст писав музику, присвячуючи свої твори Естергазі. У 1805 році домігся свого призначення в Айзенштадт, де була резиденція князів. Там у 1805—1809 роках у вільний від основної роботи час він продовжив грати в оркестрі, маючи можливість працювати з багатьма музикантами, які приїжджали туди, у тому числі з Луїджі Керубіні та Людвігом ван Бетховеном. У 1809 році Адам був відісланий до Райдінґа. У його будинку висів портрет Бетховена, який був кумиром батька і згодом став кумиром сина.
Мати Франца Ліста, уроджена Анна Лагер (1788–1866), народилася в Кремсі (Австрія). Осиротівши в 9 років, була змушена переїхати до Відня, де працювала покоївкою, а в 20 років переїхала до брата в Маттерсбург. У 1810 році Адам Ліст, приїхавши в Маттерсбург відвідати батька, познайомився з нею, а в січні 1811 року вони одружилися.
У жовтні 1811 року народився син, який був їхньою єдиною дитиною. Ім'я, дане при хрещенні, було записано латиною як Franciscus, а німецькою вимовлялося Франц. Частіше використовується угорське ім'я Ференц, хоча сам Ліст, слабко володіючи угорською, ніколи ним не користувався.

### Дитинство
Участь батьків у музичному формуванні сина була винятковою. Адам Ліст рано почав навчати сина музики, сам давав йому уроки. У церкві хлопчика вчили співу, а місцевий органіст — гри на органі. Після трирічних занять Ференц у восьмирічному віці уперше виступив на публічному концерті. Батько возив його до вельмож, де хлопчик грав на роялі, зумівши викликати серед них доброзичливе ставлення. Розуміючи, що Ференцові потрібна серйозна школа, батько повіз його до Відня.
З 1821 року Ліст навчався у Відні гри на фортепіано у Карла Черні, який погодився вчити хлопчика безкоштовно. Школа Черні дала Лістові універсальність його фортепіанного мистецтва. Теорією Ліст займався в Антоніо Сальєрі. Виступаючи на концертах, Ліст став сенсацією для віденської публіки. Під час одного з виступів Бетховен, після блискучої імпровізації Франца в каденції одного зі своїх концертів, поцілував його. Ліст про це згадував протягом усього життя.

### Париж
Після Відня в 1823 році сім'я Лістів виїхала до Парижа. Метою була Паризька консерваторія, але Ліста туди не прийняли, тому що брали тільки французів. Однак батько вирішив залишитися в Парижі, незважаючи на своє складне матеріальне становище. Через це доводилося постійно організовувати виступи. Так у ранньому віці почалася професійна діяльність Ліста. Займалися з Лістом педагоги з тієї ж Паризької консерваторії (серед них були такі видатні музиканти як Фердинандо Паер й Антонін Рейха), однак ніхто більше не вчив його гри на фортепіано — Черні залишився останнім його педагогом. У цей період Ліст почав писати музику, переважно репертуар для своїх виступів — етюди. У 14 років розпочав створювати оперу «Дон Санчо, або Замок любові», яка навіть була поставлена в Гранд-Опера в 1825 році.
У 1827 році після тяжкої хвороби помер Адам Ліст. Близько трьох років Франц перебував у пригніченому стані, його дратувала роль «паяца», дивини світських салонів. Через ці причини Ліст на кілька років залишив паризьке світське життя, навіть був опублікований його некролог. У Ліста зріс рівень містичних настроїв, які проявлялися й раніше.

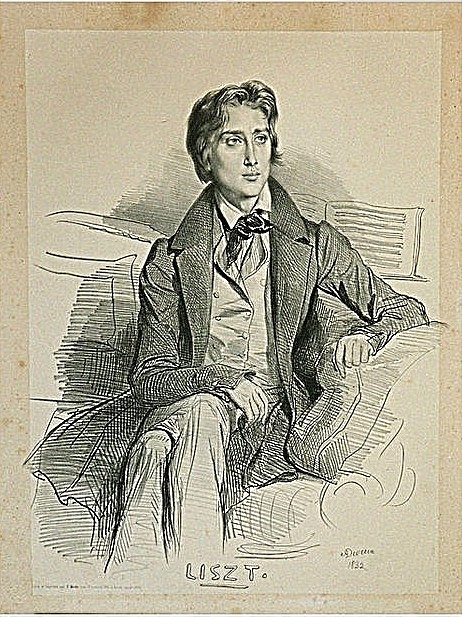
Ф.Ліст у 1832 році.

У світі Ліст з'явився знову тільки в 1830 році, у період Липневої революції. Ліста захопило бурхливе життя довкола нього, заклики до справедливості. Виникає ідея «Революційної симфонії», у якій мали б бути використані революційні пісні. Ліст повернувся до активної діяльності, успішно концертував. Окреслилося коло близьких йому музикантів: Гектор Берліоз (який створив у цей час «Фантастичну симфонію»), Нікколо Паганіні (який приїхав до Парижа в 1831 році). Гра геніального скрипаля спонукала Ліста домогтися ще більшої досконалості у виконанні. На певний час він відмовився від концертування, посилено працював над технікою й переклав для фортепіано каприси Паганіні, що вийшли під назвою «Шість етюдів». Це був перший і надзвичайно блискучий досвід у фортепіанному перекладанні, який згодом Ліст довів до найвищого рівня. На Ліста як на віртуоза мав також величезний вплив Фридерик Шопен (який до Ліста ставився скептично, не встигнувши побачити розквіту його творчості після 1848 року і вбачаючи в ньому лише віртуоза). Серед знайомих Ліста — також письменники Александр Дюма, Віктор Гюго, Альфред де Мюссе, Жорж Санд.
Близько 1835 року вийшли статті Ліста про соціальне становище артистів у Франції, про Роберта Шумана та інші. У цей же час Ліст почав і педагогічну діяльність, якої ніколи не полишав.
На початку 1830-х рр. Ліст познайомився з графинею Марі д'Агу, подругою Жорж Санд. Вона захоплювалася сучасним мистецтвом. Графиня мала деякі літературні здібності й друкувалася під псевдонімом Данієль Стерн. Графиня д'Агу та Ліст покохали одне одного. У 1835 році графиня пішла від свого чоловіка й порвала всі зв'язки зі своїм колом. Разом із Лістом вона поїхала до Швейцарії.

## «Роки мандрівок»

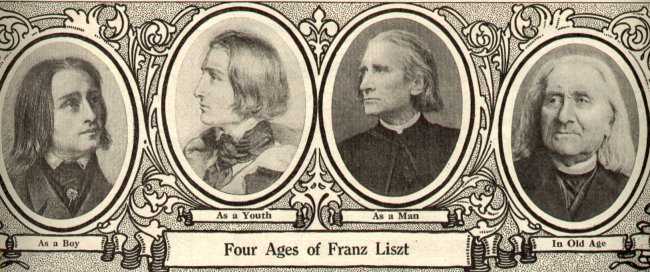
Ф. Ліст у молодості, зрілості й старості

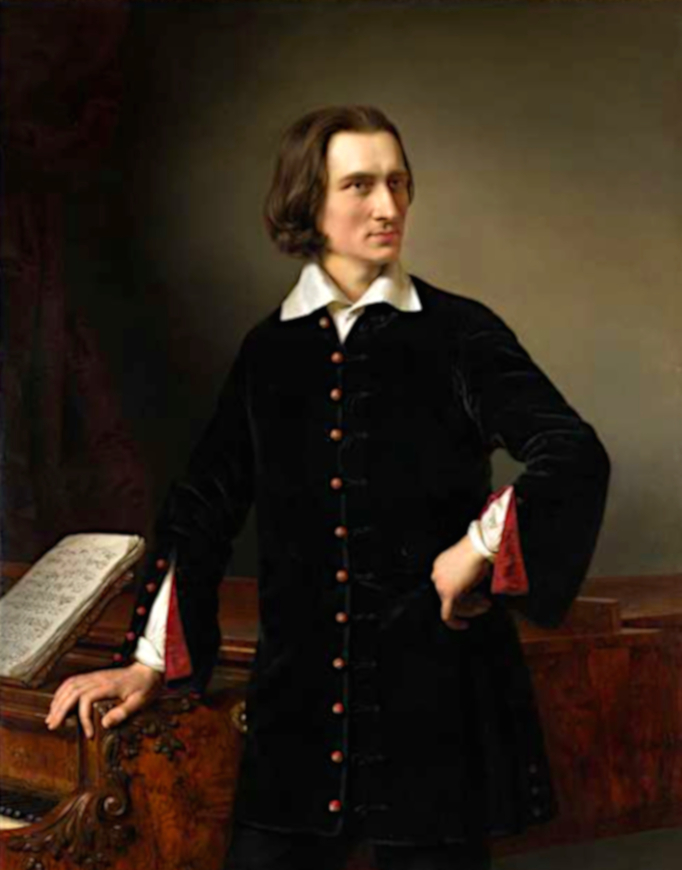
Ференц Ліст (портрет роботи Міклоша Барабаша)

З 1835 по 1848 роки тривав наступний період життя Ліста, за яким закріпилася назва «Роки мандрівок» (за назвою збірника п'єс).
У Швейцарії Ліст і Марі д'Агу жили в Женеві і, часом, у якому-небудь мальовничому селищі. Ліст робив перші начерки п'єс для збірника «Альбом мандрівника», що згодом став «Роками мандрівок» (фр. "Années de pèlerinage"), викладав у Женевській консерваторії, іноді їздив у Париж з концертами. Однак Париж уже захоплений іншим віртуозом — Сигізмундом Тальбергом, і Ліст не мав колишньої популярності. У цей час Ліст почав надавати своїм концертам просвітницьку тематику — грав симфонії (у своєму перекладанні для фортепіано) і концерти Бетховена, парафрази на теми з опер й інше. Разом з д'Агу Ліст написав статтю «Про роль мистецтва й становище митця в сучасному суспільстві». У Женеві Ліст не припиняв активного європейського життя. До нього приїжджали друзі з Парижа, у тому числі Жорж Санд.
У 1837 році, уже маючи дитину, Ліст і д'Агу поїхали до Італії. Тут вони відвідали Рим, Неаполь, Венецію, Флоренцію — центри мистецтва й культури. В Італії Ліст написав нариси про місцеве музичне життя, які надіслав у Париж для публікації. Для них було обрано жанр листів. Адресат більшої частини листів — Жорж Санд, що відповідала Лісту також нарисами в журналі.
В Італії Ліст уперше в історії зіграв сольний концерт без участі інших музикантів. Це було сміливе й зухвале рішення, що остаточно відокремило концертні виступи від салонних.
До цього ж часу відносяться фантазії й парафрази на теми з опер (у тому числі з «Лючії ді Ламмемур» Доніцетті), переклад «Пасторальної симфонії» Бетховена й багатьох творів Берліоза. Давши кілька концертів у Парижі та Відні, Ліст повернувся до Італії (1839), де закінчив перекладання симфоній Бетховена для фортепіано.
Ліст давно мріяв поїхати в Угорщину, однак його подруга Марі д'Агу була проти цієї поїздки. У цей же час в Угорщині відбулася велика повінь, і Ліст, маючи вже величезну популярність і славу, вважав своїм обов'язком допомогти співвітчизникам. У такий спосіб з д'Агу відбувся розрив, і в Угорщину він виїхав сам.
Австрія й Угорщина зустріли Ліста тріумфально. У Відні після одного з концертів до нього підійшов Тальберг — давній його конкурент, визнавши перевагу Ліста. В Угорщині Ліст став виразником патріотичного підйому нації. На його концерти дворяни приходили в національних костюмах, підносили йому дарунки. Кошти від концертів Ліст перевів на користь потерпілих від повені.
Між 1842 й 1848 роками Ліст кілька разів об'їхав всю Європу, в тому числі побував у Російській імперії, Іспанії, Португалії, був у Османській імперії. Це був пік його концертної діяльності. Росію Ліст відвідував у 1842 та 1848 роках. У Петербурзі Ліста слухали видатні діячі російської музики — Володимир Стасов, Олександр Сєров, Михайло Глінка. При цьому Стасов і Сєров згадували про своє потрясіння від його гри, а Глінці Ліст не сподобався, він більше цінував Джона Філда.
Ліст цікавився російською музикою. Він дуже високо оцінив музику «Руслана й Людмили» Михайла Глінки, зробив фортепіанну транскрипцію «Маршу Чорномора», листувався з композиторами «Могутньої купки». У наступні роки зв'язки з Росією не переривалися, зокрема, Ліст видав збірник обраних уривків з російських опер.
У цей же час досягла кульмінації просвітницька діяльність Ліста. У свої концертні програми він включав безліч фортепіанних творів класиків (Бетховена, Баха), власні переклади симфоній Бетховена й Берліоза, пісень Шуберта, органних творів Баха. З ініціативи Ліста в 1845 році були організовані святкові заходи на честь Бетховена в Бонні, він же вніс значну суму для встановлення там пам'ятника геніальному композиторові.
Однак через якийсь час Ліст розчарувався у своїй просвітницькій діяльності. Він зрозумів, що вона не досягає мети, а обивателеві приємніше послухати попурі з модної опери, ніж сонату Бетховена. Активна концертна діяльність Ліста припинилася.

### Гастролі Україною
Ференц Ліст приїздив до Російської Імперії три рази — у 1842, 1843 та 1847—1848 роках. Під час своєї подорожі 1847 року Ф. Ліст дав концерти у багатьох українських містах: у Києві (на сцені Актової зали Червоного корпусу Київського університету), Чернівцях, Єлисаветграді, Житомирі, Немирові, Бердичеві, Кременці, Львові, Одесі, Миколаєві.
Під час гастролей у Києві у лютому 1847 року Ференц Ліст познайомився з польською релігійною мислителькою та письменницею Кароліною Вітгенштейн, близька дружба з якою тривала протягом усього його життя. Саме їй композитор присвятив усі свої симфонічні поеми. Кароліна Вітгенштейн мала маєток у Воронинцях Літинського повіту на Поділлі (нині — Хмільницького району Вінницької області), у якому гостював Ференц Ліст. Часто селище Воронинці плутали з Воронівцями, яке теж знаходиться у Вінницькій області, проте Ф. Ліст не мав жодного стосунку до селища Воронівці. Саме тут на теми українських народних пісень «Ой, не ходи, Грицю» та «Віють вітри, віють буйні» він написав п'єси для фортепіано «Українська балада» і «Думка», які увійшли до створеного у 1847—1848 роках циклу «Колосся Воронинець».
Але Кароліна була у шлюбі і, крім того, ревно сповідувала католицизм. Тому довелося домагатися розлучення й нового вінчання, що повинні були дозволити російський імператор і Папа Римський.

### Веймар
У 1848 році Ліст і Кароліна оселилися у Веймарі. Цей вибір був обумовлений тим, що Лісту були дані права керувати музичним життям міста, до того ж, Веймар був резиденцією герцогині-сестри імператора Миколи І. Очевидно, Ліст сподівався через неї вплинути на імператора в справі розлучення.

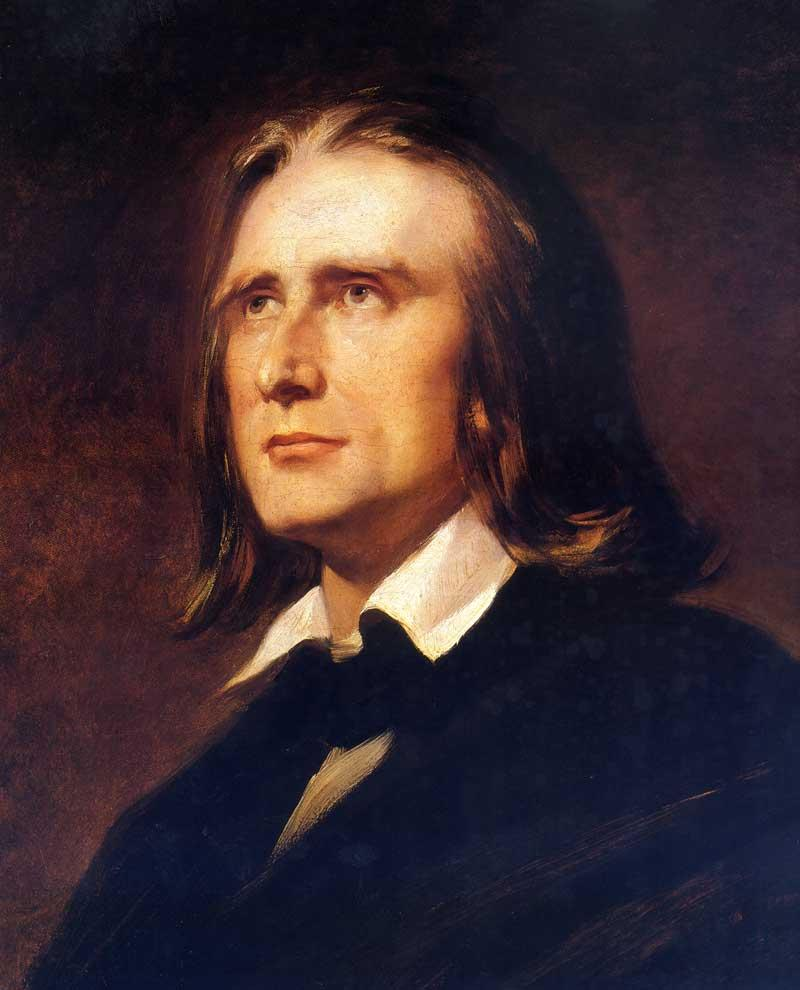
Ф. Ліст, портрет роботи В. фон Кульбаха, 1856 р.

Ліст прийнявся за оперний театр, оновив репертуар. Очевидно, після розчарування в концертній діяльності він вирішив перенести просвітительський акцент на діяльність постановника. Тому в репертуарі з'явилися опери Глюка, Моцарта, Бетховена, а також сучасників — Шумана («Геновева»), Вагнера («Лоенгрін») та інших. У симфонічних програмах виконувалися твори Й. С. Баха, Бетховена, Мендельсона, Берліоза, а також власні. Однак і в цій області Ліста чекала невдача. Публіка була незадоволена репертуаром театру, трупа й музиканти скаржилися.
Головний підсумок веймарського періоду — напружена композиторська робота Ліста. Він упорядкував свої начерки, закінчив і переробив безліч своїх творів. «Альбом мандрівника» після великої роботи став «Роками мандрівок». Тут же були написані фортепіанні концерти, рапсодії (в яких використані мелодії, записані в Угорщині), соната сі мінор, етюди, романси, перші симфонічні поеми.
У Веймар до Ліста приїздили молоді музиканти із усього світу, щоб одержати від нього уроки. 1860 року вдосконалював свою майстерність український піаніст Андрій Родзянко.
Разом з Кароліною Ліст писав статті, есе. Почав книгу про Шопена.
До цього часу належить зближення Ліста з Вагнером на ґрунті загальних ідей. На початку 1860-х років створено Союз німецьких музикантів, відомі як «веймарці», на противагу «лейпцигцям» (до яких належали Шуман, Мендельсон, Брамс, що сповідували більш академічні погляди, ніж Вагнер і Ліст). Нерідко в пресі між цими групами виникали запеклі конфлікти.
Наприкінці 1850-х років надія на вінчання з Кароліною остаточно розтанула, крім того, Ліст був розчарований нерозумінням своєї музичної діяльності у Веймарі. У цей же час 15 грудня 1859 році помер син Ліста. Знову, як після смерті батька, у Ліста підсилилися містичні та релігійні почуття. Разом з Кароліною вони вирішили поїхати до Рима замолювати гріхи.

### Пізні роки

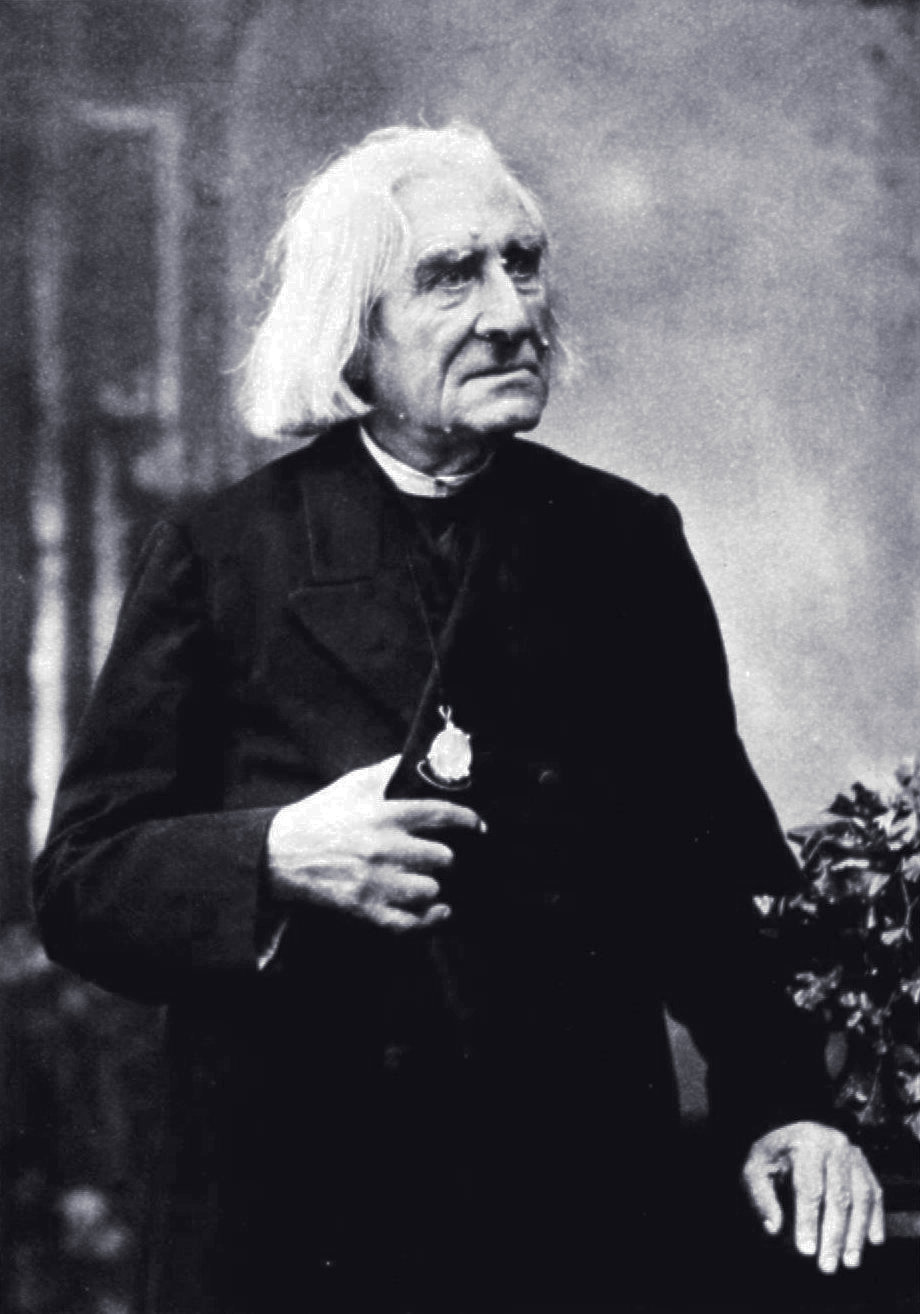
Ф. Ліст, пізні роки життя

На початку 1860-х років Ліст і Кароліна переселилися в Рим, але жили у різних будинках. Вона наполягала на тому, щоб Ліст став ченцем, і в 1865 році він прийняв малий постриг і звання абата. Творчі інтереси Ліста лежали тепер переважно в області церковної музики: це ораторії «Св. Єлизавета», «Христос», чотири псалми, реквієм і угорська коронаційна меса (нім. Kronungsmesse). Крім того, Ліст написав третій том «Років мандрівок», насичений філософськими мотивами. У Римі Ліст грав, але надзвичайно рідко.
У 1866 році Ліст поїхав до Веймару, почався так званий другий веймарський період. Жив він у скромному будиночку свого колишнього садівника. Як і раніше, до нього приїжджали молоді музиканти — серед них Едвард Гріг, Олександр Бородін, Олесандр Зілоті.
У 1875 році діяльність Ліста зосередилася переважно в Угорщині (у Пешті). Тут він був обраний президентом знову заснованої Вищої школи музики. Пізніше цей заклад став відомим як «Королівська угорська музична академія», а з 1925 року — носитиме ім'я композитора. Ліст викладав, написав «Забуті вальси» і нові рапсодії для фортепіано, цикл «Угорські історичні портрети» (про фігури угорського визвольного руху).
Дочка Ліста Козима в цей час стала дружиною Вагнера (їхній син — відомий диригент Зіґфрід Вагнер). Після смерті Вагнера вона продовжувала організовувати вагнерівські фестивалі в Байройті. На одному з фестивалів у 1886 році Ліст застудився, незабаром застуда перейшла в запалення легень. Помер композитор 31 липня 1886 року в Байройті на руках камердинера.

## Творчість
Багатогранна творча діяльність Ліста охоплює близько 60 років. Упродовж свого життя він створив понад 1300 творів. Витоками композиторського стилю Ф. Ліста вважаються французька та німецька композиторські школи, а також угорський міський музичний фольклор. Деякі особливості національної музики, наприклад танців вербункош та чардаш знайшли своє втілення у низці творів, перш за все — в «Угорських рапсодіях», а також обробках народних пісень.
Основний принцип творчості Ф. Ліста — програмність. В основі більшої частини його творів лежить поетично-сюжетний задум. За допомогою програми Ліст намагався надати мистецтву більшої дієвості та образної конкретики, більшої доступності для слухача. Творам Ліста загалом притаманний романтичний конфлікт дійсного і особистого, який вирішується через героїчність. Окремі твори Ліста присвячені героїчним подіям чи постатям минулого, наприклад, «Мазепа» (втілено героїчний образ українського гетьмана), «Героїчний марш в угорському стилі», «Битва гунів». Чільне місце займають твори, натхнені національно-визвольним рухом — «Поховальна хода», присвячена пам'яті страчених у 1849 році революціонерів, симфонічні поеми «Плач за героями», «Угорщина» та інші твори. Тема Батьківщини прослідковується також в таких творах як «Угорські історичні картини», «Угорська коронаційна меса» та багатьох інших.
Протягом свого життя Ф. Ліст фактично написав шість творів, присвячених гетьману Івану Мазепі: перший етюд для фортепіано, 1827 р.; Трансцендентальний етюд ч. 4 «Мазепа», 1838 р. (присвячений В. Гюго); Трансцендентальний етюд ч. 4 «Мазепа», 1840 р. (змінена версія твору 1838 р.); Симфонічна поема «Мазепа», 1851 р.; «Мазепа» для двох фортепіано, 1855 р. та для фортепіано на чотири руки, 1874 р.
Сміливий новатор, Ференц Ліст збагатив та розширив виразові засоби музичного мистецтва. В інструментальну мелодику Ліст вніс елементи мовних інтонацій, підкреслену декламаційність, що йде від ораторських прийомів, застосовував принцип монотематизму, сутність якого полягала в утворенні різних за характером тем з єдиної тематичної основи. Ференц Ліст часто використовував так звані мелодії-характеристики, що ніби змальовували ті чи інші ситуації чи образ героя, причому подальший розвиток таких мелодій-характеристик залежить від розвитку поетичного образу. Значні досягнення Ліста і в області гармонічного мислення — використовуються контрастні зіставлення, альтеровані гармонії, енгармонізми тощо. Сміливе новаторство в області гармонії багато в чому передбачило розвиток сучасної музичної мови. Хроматизми, використовувані Лістом, не тільки збагатили романтичний стиль минулого сторіччя, але й, що важливіше, передбачили кризу традиційної тональності в XX столітті. Радикальна «музика майбутнього», про яку мріяли Ліст і Вагнер, викликала до життя цілотонові послідовності, політональність, атональність та інші елементи, типові для музичного імпресіонізму. Подібно Вагнеру, Ліст був прибічником ідеї синтезу всіх мистецтв як вищої форми художнього вираження.

### Фортепіанні твори
Подібно до Ф. Шопена й Р. Шумана, Ліст у своїй композиторській діяльності віддавав перевагу сольному фортепіано. Фортепіанний стиль Ф.Ліста відкрив нову еру в історії фортепіанного мистецтва. Використання інструменту в усій його регістровій повноті, багатобарвності та динамічності надавало універсальні можливості для відтворення оркестрових звучань, демократизації фортепіанного виконавства — виведенню його із сфери камерності і салону до великого концертного залу. За висловом В. Стасова, «для фортепіано стало можливе усе». Яскрава образність, романтична піднесеність, драматизм вираження, оркестрова барвистість були тими засобами за допомогою яких Ліст досяг вершин виконавського мистецтва, доступного широким колам слухачів. Манера інтерпретації Ф.Ліста відтворювала і розвивала характерні риси угорської народної імпровізаційності.
Серед найпопулярніших творів Ліста — «Мрії кохання» (Liebestraum), 19 Угорських рапсодій, цикл із 12 «Трансцендентних етюдів» (Etudes d'execution transcendante) і три цикли невеликих п'єс під назвою «Роки мандрівок» (Années de pèlerinage). Деякі з «Угорських рапсодій» (в основі яких лежать радше циганські, ніж мадярські наспіви) пізніше були оркестровані.

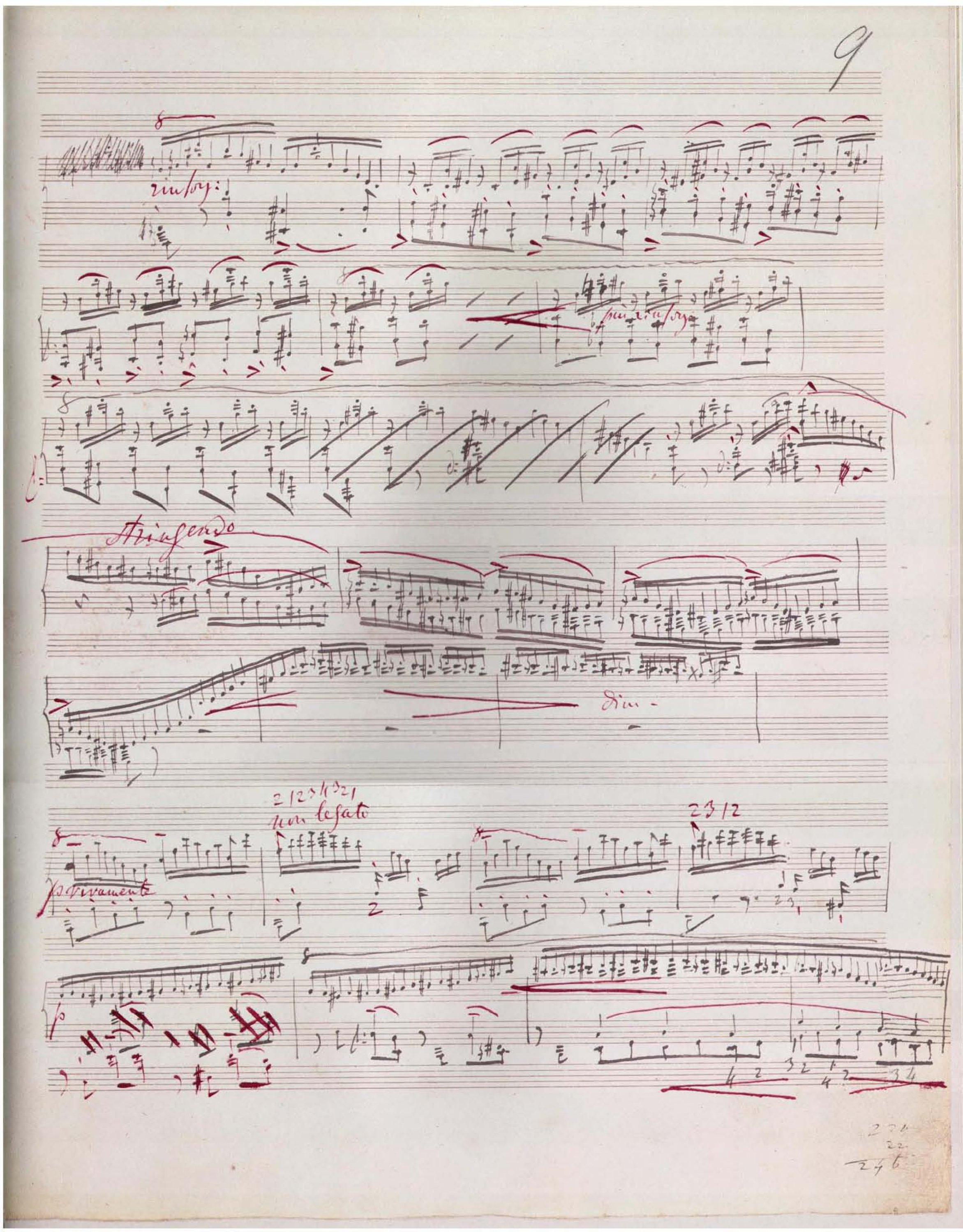
Рукопис фортепіанної сонати Ф.Ліста

Більша частина фортепіанної спадщини композитора — транскрипції й парафрази музики інших авторів. Спочатку приводом для їхнього створення послужило бажання Ф.Ліста популяризувати у своїх концертах великі оркестрові твори майстрів минулого або нову музику невизнаних композиторів-сучасників. У нашу епоху більшість із цих аранжувань втратила популярність, хоча піаністи як і раніше включають у концертний репертуар подібні п'єси, що дають можливість продемонструвати запаморочливу техніку. Серед транскрипцій Ф. Ліста — фортепіанні перекладання симфоній Бетховена й фрагментів із творів Баха, Белліні, Берліоза, Вагнера, Верді, Глінки, Гуно, Меєрбера, Мендельсона, Моцарта, Паганіні, Россіні, Сен-Санса, Шопена, Шуберта, Шумана та інших.
Особливе місце серед фортепіанних творів Ліста займає його соната сі мінор, написана у 1852—53 роках. Вона є найоб'ємнішим його фортепіанним твором (760 тактів, приблизно 30 хв. за тривалістю), і за значущістю та глибиною змісту цей твір можна поставити в один ряд із «Фауст-симфонією» і найвзірцевішими симфонічними поемами. Будучи одночастинним твором, соната має дуже чіткі внутрішні 4 частини, котрі уміщено у загальну для всього твору сонатну форму. Фортепіанній сонаті Ліста, на відміну від деяких інших його творів, не можливо закинути наявність «пустих» уривків; насиченість музичної тканини, збалансованість форми і виразова цілісність цього твору знаходиться на дуже високому рівні. Соната є одним із найяскравіших і найвдаліших творів Ліста.

### Оркестрові та вокальні твори
Ліст став творцем жанру одночастинної напівпрограмної симфонічної форми, яку він назвав симфонічною поемою. Цей жанр був покликаний виражати немузичні ідеї або переказувати музичними засобами досягнення літератури й образотворчих мистецтв. Єдність композиції досягалася введенням лейтмотивів або лейттем, що проходять через всю поему. Серед оркестрових творів Ліста (або п'єс за участю оркестру) найцікавіші симфонічні поеми, особливо «Прелюди» (Les Preludes, 1854), «Орфей» (Orpheus, 1854) і «Ідеали» (Die Ideale, 1857).
Ліст був одним із видатніших майстрів інструментовки, що використав ряд нових прийомів, заснованих на глибокому проникненні в природу оркестрових тембрів. Характерно, що і переворот, здійснений Лістом в фортепіанному мистецтві, значною мірою спирався на симфонічну трактовку фортепіано.
Для різних складів за участю солістів, хору й оркестру Ліст склав кілька мес, псалми й ораторію «Легенда про святу Єлизавету» (Legende von der heiligen Elisabeth, 1861). Крім того, можна згадати «Фауст-симфонію» з хоровим фіналом (1857) і «Симфонію до Божественної комедії Данте» з жіночим хором наприкінці (1867): обидва твори в значній мірі опираються на принципи симфонічних поем. Дотепер виконуються лістівські фортепіанні концерти — ля мажор (1839, редакції 1849, 1853,1857, 1861) мі-бемоль мажор (1849, редакції 1853, 1856). Єдина опера Ліста — одноактна «Дон Санчо» (Don Sanche) — написана 14-річним композитором і тоді ж поставлена (витримала п'ять спектаклів). Партитура опери, яка довгий час вважалася загубленої, була знайдена 1903 року. Лісту належать також більше 60 пісень і романсів для голосу з фортепіано й кілька органних творів, включаючи фантазію й фугу на тему BACH.
В останні роки життя творчі устремління Ф. Ліста значно змінилися — він прийшов до створення особливого, аскетичного й лаконічного стилю, вільного від романтичних перебільшень, значною мірою випередив виразні засоби музики XX-го століття.
Діяльність Ф. Ліста зіграла велику роль у становленні угорської національної композиторської школи і справила величезний вплив на розвиток світової музичної культури.

## Ліст як піаніст
Ліст виступав у концертах буквально до останніх днів свого життя. Деякі вважають, що він є винахідником жанру сольних концертів піаністів й особливого патетичного концертного стилю, що зробив віртуозність самодостатньою й захоплюючою формою.
Пориваючи зі старою традицією, Ліст поставив рояль так, щоб відвідувачі концертів могли краще бачити вражаючий профіль музиканта і його руки. Іноді Ліст ставив на сцену кілька інструментів і подорожував між ними, граючи на кожному з рівним блиском. Емоційний натиск і сила удару по клавішах були такі, що під час турне він залишав за собою по всій Європі порвані струни й зламані молоточки. Все це було невід'ємною частиною вистави. Ліст майстерно відтворював на роялі звучність повного оркестру, у читанні нот з аркуша йому не було рівних, славився він і блискучими імпровізаціями. Вплив Ліста дотепер відчутно в піанізмі різних шкіл.

## Найзначніші твори

### Опера
- 1825 — «Дон Санчо або замок кохання» (Don Sanche ou le Chateau d'Amour)

### Для оркестру
- 13 симфонічних поем (1848–1861)
  - «Що чутно на горі» (Ce qu'on entend sur la montagne), 1848–1849 за мотивами Гюго
  - «Тассо. Скарга і тріумф» (Tasso. Lamento e triomfo), 1849 за мотивами Байрона
  - «Прелюди» (Les préludes), за мотивами Ламартіна 1848, редакція 1854
  - «Орфей» (Orpheus), 1853–1854
  - «Прометей» (Prometheus), 1850
  - «Мазепа», 1851
  - «Звуки свята» (Festklänge), 1853
  - «Плач за героями» (Héroïde funèbre), 1849–1850
  - «Угорщина», 1854
  - «Гамлет», 1858
  - «Битва гуннів» (Hunnenschlacht), за картиною Кульбаха 1857
  - «Ідеали» за Шиллером
  - «Змалку до останку» (Von der Wiege bis yum Grabe) 1882
- «Симфонія до Божественної комедії Данте» 1857
- «Фауст-Симфонія» (за мотивами Гете) 1854

### Для фортепіано з оркестром
- 1849 Концерт для фортепіано з оркестром № 1 Мі-бемоль мажор
- 1849 Концерт для фортепіано з оркестром №. 2 Ля-мажор, редакція 1861
- 1849 «Танок смерті» ( Totentanz), для фортепіано з оркестром, редакції 1853–1859
- 1852 Фантазія на угорські народні теми для фортепіано з оркестром

### Для фортепіано
- 1822 Варіації на тему Діабелі
- 1826 12 етюдів (2-а ред 1938, 3-я ред. — «Трансцендентні етюди», 1851)
- 1838 «Великі етюди за Паганіні», в тому числі № 3, «Кампанела» (La Campanella); та № 5, «Полювання» (La Chasse, редакція 1851)
- 1841 «Аркуші з альбому» (Feuilles d'album),
- 1845–1848 «Балада № 1 Des-dur»
- 1848 «Три концертні етюди»
- 1848–1853 «Роки мандрів» (Années de Pèlerinage): Перший рік — Швейцарія; Другий рік — Італія — Венеція і Неаполь; Третій рік
- 1849 «Поетичні та релігійні гармонії» для фортепіано
- 1850 Мрії кохання (Liebesträume)
- 1851 19 «Угорських рапсодій» для фортепіано
- 1851 «Полонез № 1» для фортепіано
- 1852 «Вальс-експромт» для фортепіано
- 1853 Соната для фортепіано h-moll
- 1853 «Балада № 2» для фортепіано
- 1860 «Мефісто-вальс» № 1 для фортепіано
- 1881 «Сірі хмари» (Grey clouds) для фортепіано
- 1885 «Атональна багатель» для фортепіано

### Інші
- 1855 «Прелюдія і фуга на тему B-A-C-H» для органу, ред. 1870
- 1855 Естергомська меса
- 1861 «Легенда про святу Єлизавету» (Legende von der heiligen Elisabeth,
- 1866 «Христос»
- 1868 Реквієм

А також:
- близько 90 пісень та романсів на слова Г. Гейне, Й. В. Гете, В. Гюго та ін.
- Численні транскрипції для фортепіано
- Інструментальні п'єси та камерно-інструментальні ансамблі
- Твори для органу
- низка музикознавчих праць про творчість Моцарта, Вагнера, Шопена та ін.

## Вшанування пам'яті
Вулиця Ференца Ліста у містах Львів, Одеса, Мукачево.

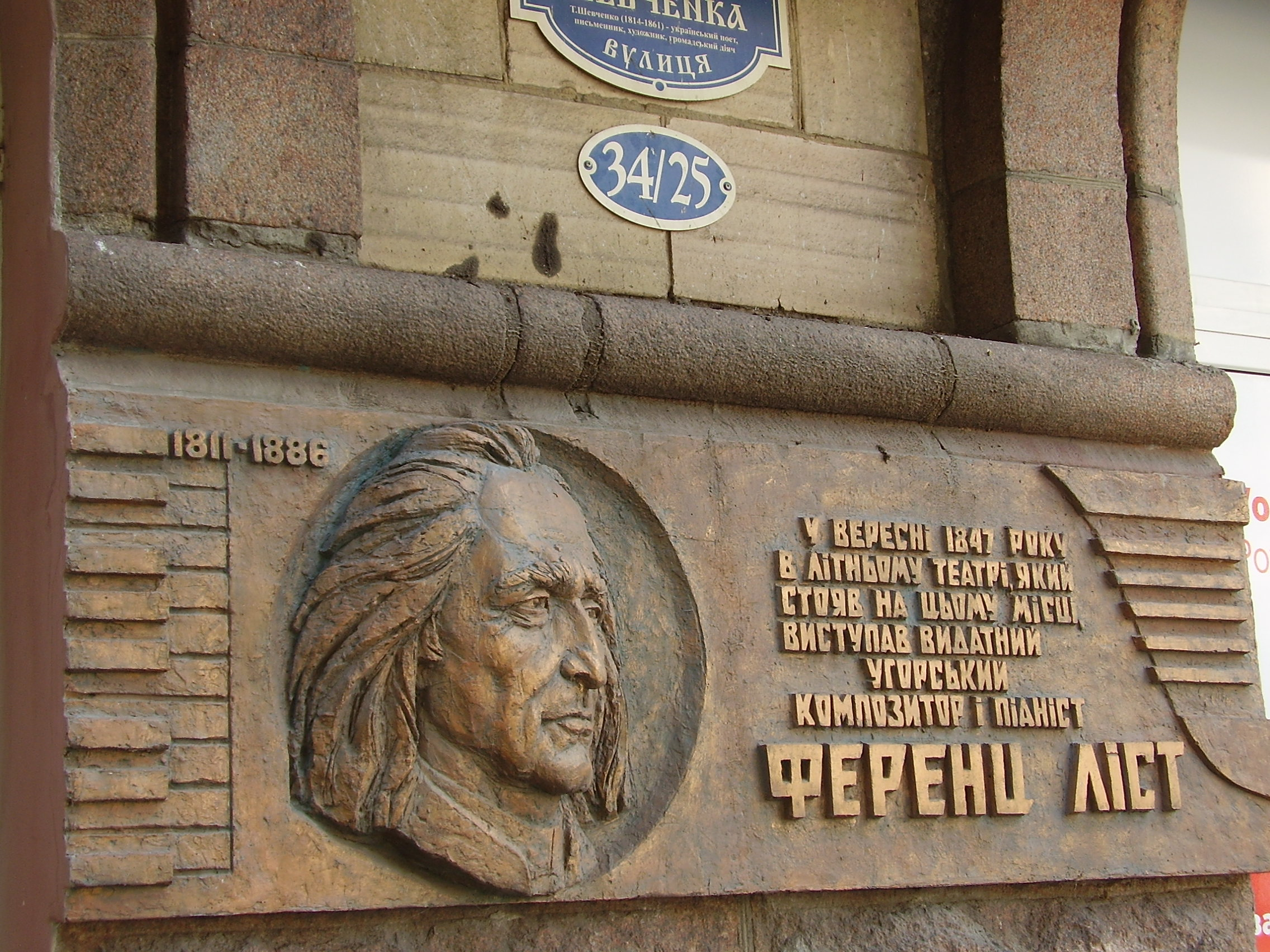
Пам'ятна табличка на місці де він виступав, Кропивницький

Вулиця Ліста у містах Кривий Ріг, Пустомити.

## Світлини

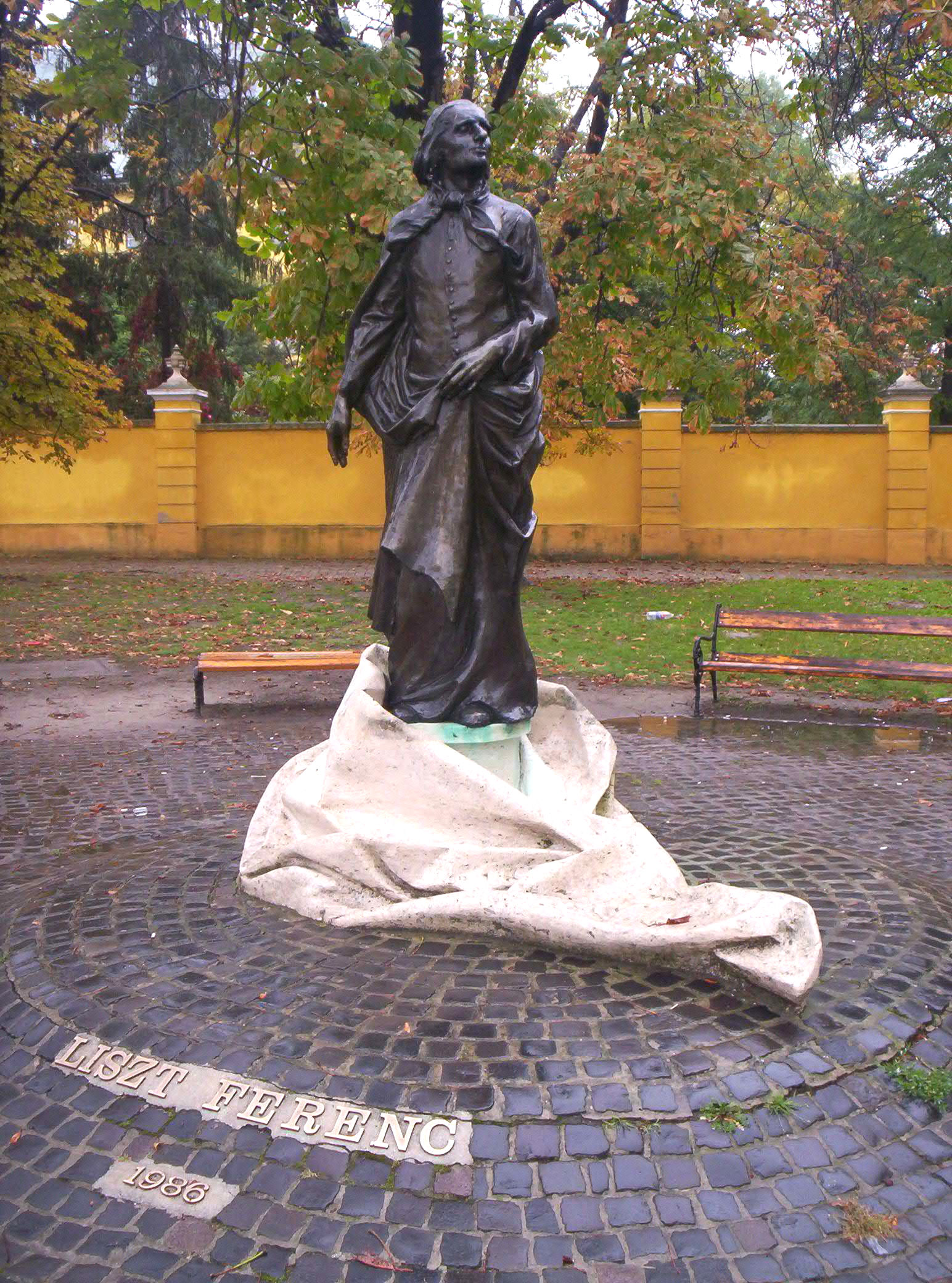
Пам'ятник в м. Калоча (Угорщина)
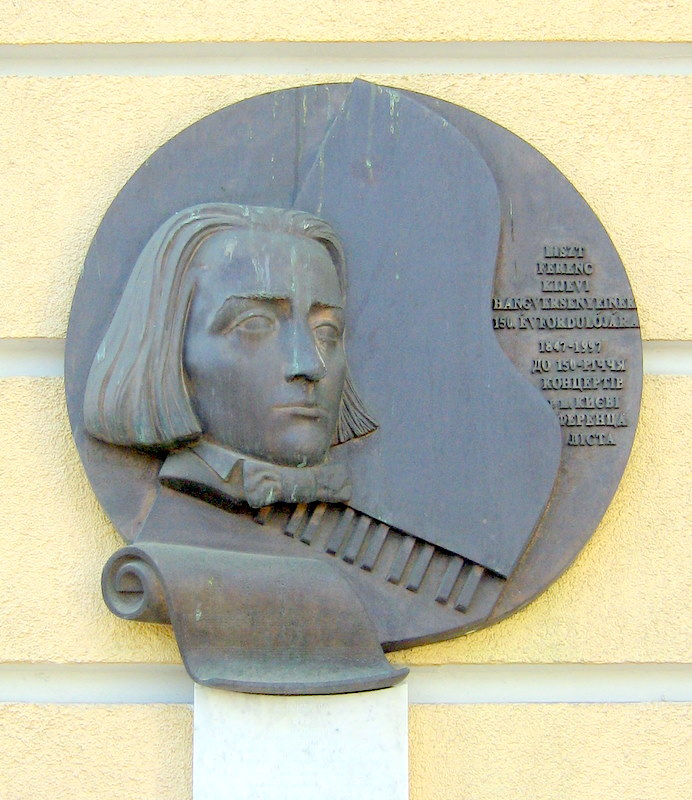
Меморіальна дошка на Подолі в Києві
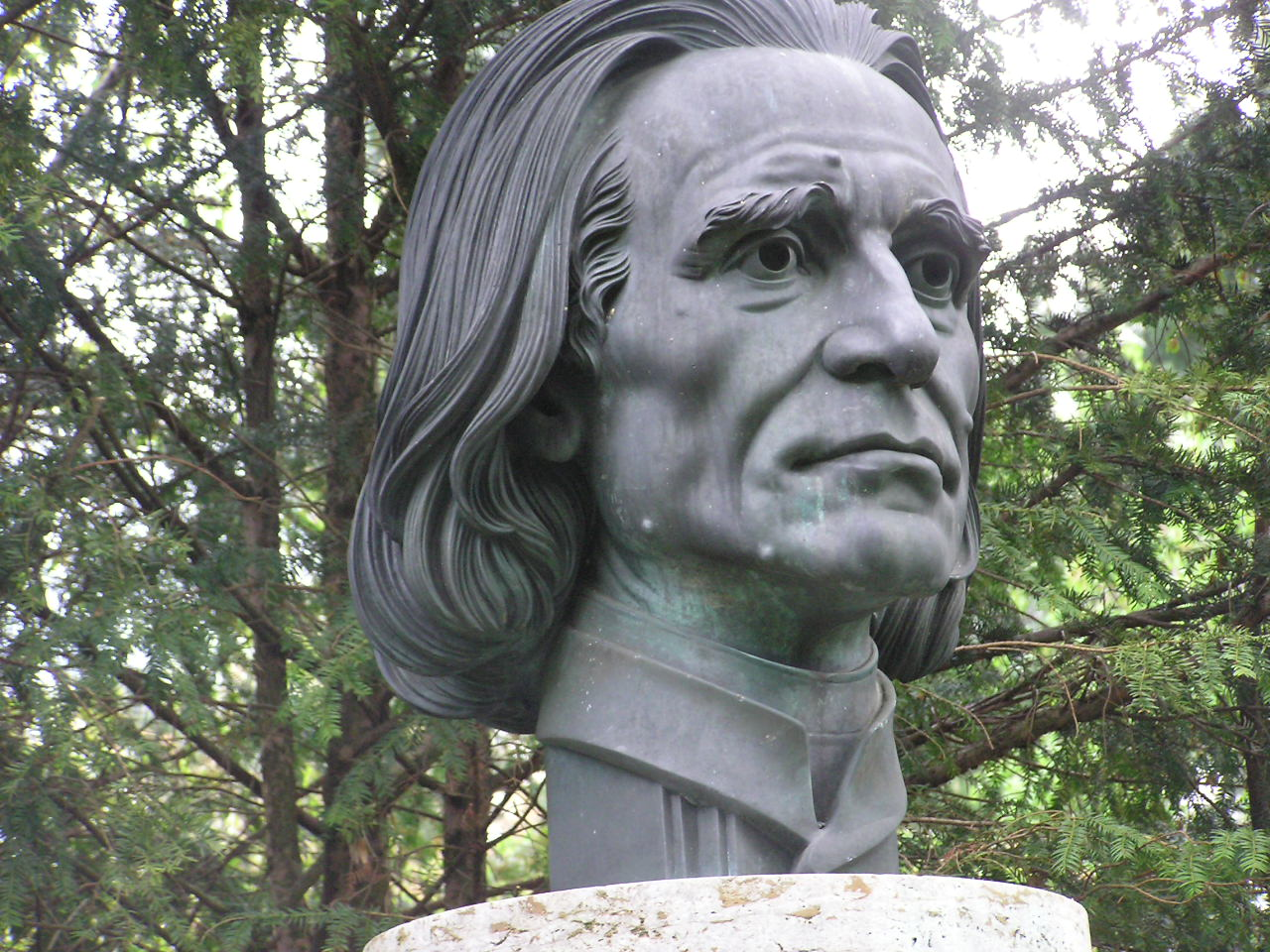
Статуя в Байройті, Німеччина. Скульптор Арно Брекер
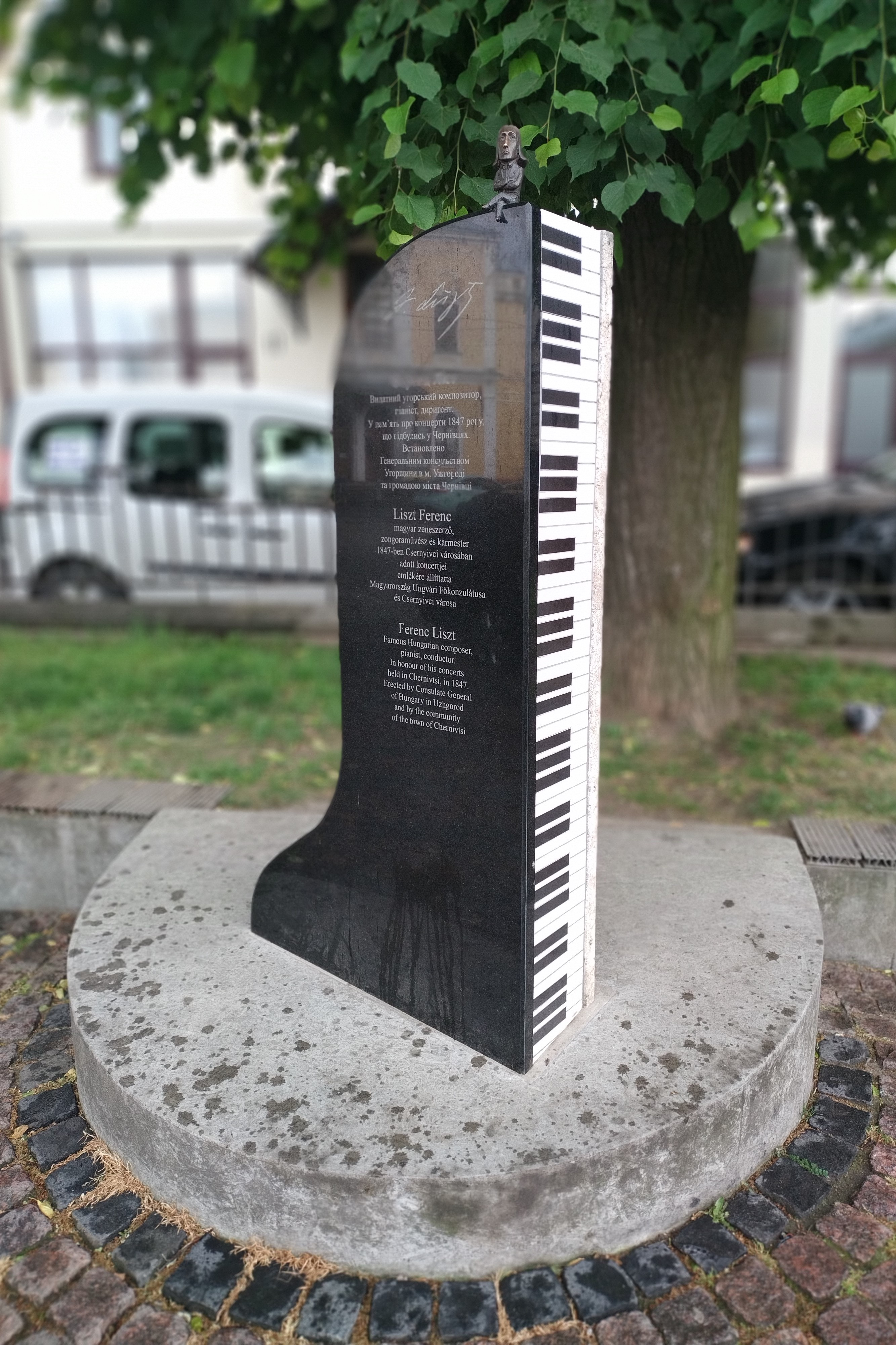
Пам'ятник на площі Філармонії у Чернівцях